# Năm ngày tại Milano
Năm ngày tại Milan là một sự kiện quan trọng trong các phong trào cách mạng năm 1848 và là khởi đầu của cuộc Chiến tranh giành độc lập Ý lần thứ nhất. Vào ngày 18 tháng 3, thành phố Milano khởi nghĩa và đẩy lùi Thống chế Joseph Radetzky von Radetz và quân đội của ông khỏi Milano sau năm ngày giao tranh trên đường phố.
Ngay từ ngày 1 tháng 1 năm 1848, dân chúng Milano đã phát động một chiến dịch bài Áo. Trong ngày Tết Dương lịch, người Milano đã bắt đầu tẩy chay vé số và thuốc lá – những món hàng độc quyền của người Áo đã đem lại thu nhập mỗi năm là hơn 5 triệu lia cho Đế quốc Áo. Đại Công tước Rainer Joseph của Áo, phó vương xứ Lombardia và Venetia, đã trả đũa bằng việc ra lệnh cho cảnh sách hút xì gà để khiêu khích quần chúng.

Cuộc tẩy chay đã dẫn đến một trận đánh đẫm máu trên đường phố vào ngày 3 tháng 1: dân chúng Milano trong cơn phẫn nộ đã chọi đá vào binh sĩ Áo. Để đáp trả, binh lính Áo đã tập trung thành các nhóm gồm 12 người và dùng lưỡi lê cùng với kiếm để tấn công quần chung, giết chết 5 người và làm bị thương 59 người khác.

Radetzky đã hoảng hốt trước các hành vi của binh sĩ dưới quyền ông và giam lỏng họ trong doanh trại trong vòng 5 ngày. Các cuộc phản kháng của thị dân Milano đã chấm dứt, nhưng 2 tháng sau, khi tin tức về cuộc khởi nghĩa tại Viên và sự từ chức của Metternich được đưa đến Milano, thị dân Milano một lần nữa đánh chiếm các đường phố, vào ngày 18 tháng 3. Sau sự kiện này, Radetzky đã triệt thoái về Quadrilatero và tại đây, vị thống chế già đã chuẩn bị tổ chức một đòn hồi mã thương. Vào tháng 7, ông đã khôi phục được vị thế của người Áo tại Ý bằng chiến thắng trước quân đội Piemont trong trận Custoza.